# کاستل کاستانیا
کاستل کاستانیا (به ایتالیایی: Castel Castagna) یک کومونه در ایتالیا است که در استان تیرامو واقع شده‌است.

## خصوصیات
کاستل کاستانیا ۱۷ کیلومترمربع مساحت و ۵۴۰ نفر جمعیت دارد و ۴۵۲ متر بالاتر از سطح دریا واقع شده‌است.